# نادي نيون
نادي ستاد نيون لكرة القدم (بالفرنسية: FC Stade Nyonnais)‏ نادي كرة قدم سويسري يلعب في دوري التحدي . تم تأسيس النادي في سنة 1901 .